# Блажиевский, Григорий Михайлович
Григо́рий Миха́йлович Блажие́вский (20 января [1 февраля] 1856 — 24 апреля 1929, Бельцы) — русский офицер и общественный деятель, член IV Государственной думы от Бессарабской губернии.

## Биография
Православный. Из потомственных дворян Херсонской губернии. Домовладелец города Бельцы.
Среднее образование получил в реальном училище. По окончании Елисаветградского кавалерийского юнкерского училища в 1876 году, был произведен корнетом в 8-й драгунский Астраханский полк, в рядах которого участвовал в русско-турецкой войне 1877—1878 годов. Был произведен в поручики и за боевые отличия награждён орденами св. Анны 4-й степени и св. Станислава 3-й степени с мечами и бантом. В 1883 году был командирован в Офицерскую кавалерийскую школу, которую окончил одним из первых в выпуске. В 1894—1902 годах командовал эскадроном. В 1895 году был произведен в ротмистры, 26 февраля 1903 года — в подполковники с переводом в 43-й драгунский Тверской полк, стоявший в Закавказье, в урочище Царские Колодцы. Затем, по собственному желанию, переведен был в 8-й уланский Вознесенский полк, квартировавший в Бельцах Бессарабской губернии.
В 1904 году, по приглашению командира 8-го армейского корпуса генерала Мылова, отправился на войну с Японией, пробыл в Маньчжурии до 1906 года. В 1909 году вышел в отставку в чине полковника. Избирался гласным Сорокского уездного земства, с 1911 года состоял белецким городским старостой. Был членом Бессарабской партии центра.
В 1912 году был избран в члены Государственной думы от 2-го съезда городских избирателей Бессарабской губернии. Входил во фракцию центра и Прогрессивный блок. Состоял членом комиссий: по городским делам, об охоте, о путях сообщения и по рабочему вопросу.
После революции жил в Бельцах, которые в составе Бессарабии были присоединены к Румынии. Скончался в 1929 году. Был женат, имел дочь.

## Награды
- Орден Святой Анны 4-й ст. (1877)
- Орден Святого Станислава 3-й ст. с мечами и бантом (1877)
- Орден Святой Анны 3-й ст. (1885)
- Орден Святого Станислава 2-й ст. (1898)
- Орден Святого Владимира 4-й ст. с бантом (1902)
- Орден Святой Анны 2-й ст. (ВП 18.11.1905)